# Ethernet II
Ethernet II nebo Ethernet v2 je mírně přepracovaná varianta původního průmyslového standardu DIX-Ethernet (též Blue Book) vyvinutého firmami Digital Equipment Corporation, Intel a Xerox. Standard Ethernet II byl přijat v roce 1982 a je hardwarově zcela kompatibilní se standardem IEEE 802.3. Rozdíl je pouze ve formátu rámce, v němž za cílovou a zdrojovou MAC adresou následuje v poli Délka/Typ hodnota EtherType, která slouží k rozlišení, jaký protokol je umístěn v datovém poli.

## Popis
Od roku 1980 převzala iniciativu ve vývoji Ethernetu komise IEEE 802; Ethernet II se dále nevyvíjí a jeho význam se prakticky zúžil na jeden z formátů Ethernetových rámců. Všechny prvky Ethernet vyráběné po roce 1985 vyhovují oběma standardům Ethernet II i IEEE 802.3.
Rámce Ethernet II podporují pouze nespojovanou komunikaci a od přijetí standardu IEEE 802.3x-1997 jsou oficiálně uznanou součástí IEEE 802.3. Vzhledem k tomu, že představují preferovaný formát rámců pro přenos Internetového protokolu IP včetně verze IPv6, v současných sítích jejich používání převažuje.

Formát rámců Ethernet II